# Anna Easteden
Anna Easteden (Tohmajärvi, Finlandia, 29 de noviembre de 1976) es una actriz estadounidense-finlandesa quien su más reciente participación incluyen dos películas prontas a debutar, "The House of Branching Love" (2009) así como "Sideways" (2009). Sin embargo, Anna es también reconocida por su actuación como “Bee Sting” en la segunda temporada (2007) de la serie, “Who Wants to Be a Superhero” por el canal de cable Sci Fi. Así mismo, Anna ha participado como co-estrella en varias telenovelas Americanas como, “Passions” y “Days of our Lives” para la cadena NBC así como también en la serie televisiva “Bones” para la cadena Fox.

## Biografía
Easteden nació en Tohmajärvi, Finlandia como, Anna Katariina Shemeikka, hija de prósperos hacendados. Ella tiene un hermano menor de nombre, Antti. 

### Carrera como modelo
Easteden se graduó en una escuela de modelos Finlandesa a la edad de 12 años y enseguida fue contratada para un trabajo como modelo.  Ella apareció en su primera cubierta para una revista después de haber ganado una competencia nacional organizada por una popular revista juvenil: SinaMina (como Anna Shemeikka). Aun muy joven, Anna Easteden recibió su primer contrato internacional como modelo de una agencia de modelos Japonesa lo cual la obligó a mudarse a Tokio. En Tokio, Anna apareció en campañas publicitarias para: Kanebo, Sony, Nissen, Wacoal, Oricom, NEC y Lux. También fue modelo exclusiva para la diseñadora Akira Kimijima así como también generó un contrato exclusivo con una compañía de cosméticos Japonesa. Easteden también trabajo como modelo en: Hong Kong, Taiwán, Corea, Singapur, Malasia, Indonesia, New Zealand, Eslovaquia, Guam y finalmente los Estados Unidos. En EE. UU. Anna Easteden ha modelado para compañías como: Avon, Salvatore Ferragamo, Calvin Klein, XOXO, Hermes, Diésel, Pony, T-Mobile, Toyo Tires, Michael Antonio, Jockey, Ashworth, Kohl's, Nissan, Victoria's Bridal, Gottschalks, Anna's Linens, Pajamagrams, Rio Hotel, Marie Claire, Chevy, Sue Wong y Coffee Bean and Tea Leaf.

### Carrera como actriz
Easteden empezó su carrera como actriz actuando en comerciales para la televisión en Japón, Taiwán y los Estados Unidos. En su primera obra de teatro hizo el papel de "La bella durmiente" en la obra teatral del mismo nombre la cual debutó en Chicago, en el teatro, Downer's Grove Tivoli.
Easteden  es conocida por su participación como la Súper Villana "Beesting" en la serie televisiva, Who Wants to Be a Superhero?. Otros personajes interpretados por Anna se pueden apreciar en los programas de televisión: Bones, Passions, y Days Of Our Lives.

## Labor Humanitaria
Easteden condujo un estudio legal comparativo en los distintos aspectos de procedimientos en asilos situados en distintos países Europeos para el Alto Comisionado para Refugiados  de las Naciones Unidas  (UNHCR) en Bratislava, Eslovaquia. Su estudio impactó al Slovak National Asylum Legislation, el cual se encontraba en un proceso de reforma. Easteden continuó su trabajo en Bratislava, con un socio internacional de La Fundación para una Sociedad Civil (The Foundation for a Civil Society) (USA), donde ella participó en la “Campaña Ciudadano OK 98” (“Citizen Campaign “OK '98”)  para libres elecciones imparciales.

## Vida personal
Easteden se casó con un entrenador de baseball estadounidense, Rob McKinley en el año 2007. Easteden reside en Los Ángeles.

## Filmografía
- The House of Branching Love (2009)
- Sideways (2009)
- Passions (2008)
- You're So Dead (2007)
- Who Wants to Be a Superhero? (2007)
- John From Cincinnati (2007)
- Bones (2006)
- 3 Wise Women (2005)
- Happy Endings (2005)
- Days Of Our Lives (2003)
- Law & Order (2002)
- Inside Schwartz (2001)